# Phantom of the Ritz
Phantom of the Ritz ist ein Horrorfilm aus dem Jahr 1988 und greift thematisch einige Elemente aus Gaston Leroux Das Phantom der Oper auf. Regie führte Allen Plone.

## Handlung
1958: Bei einem Dragster-Rennen kommt es zu einem schweren Unfall. Zwei Wagen sind bei hoher Geschwindigkeit kollidiert und stehen in Flammen. Einer der Fahrer ist bei Bewusstsein geblieben und versucht nun seinen Bruder, den Fahrer des anderen Wagens zu retten. Doch eine gewaltige Explosion reißt den eingeklemmten Teenager in Stücke und fügt dem Anderen schwerste Verbrennungen zu. Er flieht aus dem Krankenhaus und versteckt sich im kürzlich geschlossenen Filmtheater „Ritz“.
Heute: Der Mittvierziger Ed Blake hat das inzwischen verfallene und verwahrloste Kino gekauft und beabsichtigt, es in einen Nostalgie-Tanzpalast im Stil der 1950er Jahre umzubauen. Er sieht in dem Unternehmen eine Art Therapie für seine sehr stark ausgeprägte Midlife Crisis. Unterstützt wird er dabei von seiner Lebenspartnerin Nancy, deren schriller Freundin Sally, die für diverse Sekretariatsarbeiten zuständig ist, und dem eloquenten farbigen Bodybuilder Marcus, der für die Sicherheit verantwortlich sein soll.
Zur gleichen Zeit wird Inspektor Lassarde mit der Aufklärung einer Reihe von Morden beauftragt, die bereits seit Jahrzehnten in der unmittelbaren Umgebung des „Ritz“ verübt werden. Die Gewalttaten nehmen besonders dann stark zu, wenn ein Unternehmer versucht das „Ritz“ wieder instand zu setzen. Tatsächlich lassen weitere Verbrechen nicht lange auf sich warten, ein Arbeiter wird brutal getötet und Sally wird von einer hünenhaften schwarzen Gestalt verschleppt.
Blake bekommt all dies nur am Rande mit, da er so sehr in die Vorbereitungen für die in Kürze erfolgende Neueröffnung des „Ritz“ vertieft ist. Er bemerkt nicht einmal, dass Nancy, frustriert, da er ihr keine Beachtung mehr schenkt, ein Techtelmechtel mit einem Elvis-Presley-Imitator beginnt, den er für seine Eröffnungsparty gebucht hat. Inspektor Lassarde verdächtigt inzwischen Ed Blake, der Mörder zu sein, da inzwischen zwei weitere Tote, ein Teenagerpärchen, aufgefunden wurden. Aus Mangel an Beweisen kommt es aber zu keiner Verhaftung.
Am folgenden Abend, mitten während eines Auftritts von The Coasters mit ihrem alten Hit „Yakkity Yak“ wird auch Nancy von dem riesenhaften Unbekannten entführt. Der schrecklich entstellte Hüne bringt sie in sein Versteck unter dem Keller des „Ritz“, wo er auch Sally gefangen hält. Dort erfährt sie von seinem Schicksal und, dass seine monströse Gestalt auf Steroide zurückgeht, die er seinerzeit gegen die Schmerzen der Verbrennungen genommen hat und nach denen er bis heute süchtig ist. Er hat sich in Nancy verliebt, als er ihren wunderschönen Gesang während der Planungsphase der Renovierungsarbeiten gehört hat.
Als sie aber seine Gefühle abweist, wird er rasend. In letzter Sekunde erreichen Ed, Lassarde, Marcus und ein SWAT-Team der Polizei das Versteck des riesenhaften Unbekannten und können gerade noch das Schlimmste verhindern. Ein blutiger Showdown setzt ein, infolgedessen ein Feuer ausbricht, dem das ganze „Ritz“ zum Opfer fällt. Nancy und Sally sind gerettet und das „Phantom des Ritz“ stirbt in den Flammen.